# Allan Riverstone McCulloch
Pour les articles homonymes, voir McCulloch.
Allan Riverstone McCulloch est un zoologiste australien, né le 20 juin 1885 à Sydney et mort le 1er septembre 1925 à Honolulu.
Il devient à 13 ans assistant bénévole au Muséum australien. Trois ans plus tard, il est embauché comme assistant mécanicien et cinq ans plus tard comme conservateur des poissons, fonction qu’il conserve jusqu’à sa mort.
Il fait paraître de plus de cent publications scientifiques, la première datant de 1906. Il réalise lui-même ses illustrations. Il voyage dans le Queensland, l’île de Lord Howe, en Nouvelle-Guinée, sur la Grande Barrière de corail et dans de nombreuses îles de l’océan Pacifique.
Si la plupart des recherches de McCulloch concernent les poissons, il a également en charge la collection de crustacés de 1905 à 1921 et fait paraître plusieurs importants travaux sur les décapodes.
Sa collection était riche de 40 000 spécimens. David Starr Jordan (1851-1931) le tient pour le meilleur spécialiste des poissons de l’hémisphère sud. Un monument à sa mémoire a été érigé sur l’île de Lord Howe.

## Source
- (en) Cet article est partiellement ou en totalité issu de l’article de Wikipédia en anglais intitulé « Allan Riverstone McCulloch » (voir la liste des auteurs).